# سي جاي هاريس (كرة سلة)
سي جاي هاريس (بالإنجليزية: C. J. Harris)‏ مواليد 19 فبراير 1991 في وينستون-سالم، هو لاعب كرة سلة أمريكي. بدأ مسيرته الاحترافية في سنة 2013. يبلغ طوله 6 قدم 3 بوصة (1.9 م).

## المسيرة الاحترافية
لعب مع نيكار ريزن لودفيغسبورغ في الدوري الألماني في موسم 2013–2014، ثم لعب مع راتيوفارم أولم في موسم 2014–2015، ثم لعب مع روسا رادوم من سنة 2015 إلى 2017.

## روابط خارجية
- سي جاي هاريس على موقع الدوري الأوروبي لكرة السلة (الإنجليزية)
- سي جاي هاريس على موقع سبورتس رفرنس (الإنجليزية)
- سي جاي هاريس على موقع كرة السلة الأوروبية.كوم (الإنجليزية)
- سي جاي هاريس على موقع إي إس بي إن.كوم (الإنجليزية)
- سي جاي هاريس على موقع كلية كرة السلة في سبورتس رفرنس.كوم (الإنجليزية)
- سي جاي هاريس على موقع ريلجم (الإنجليزية)
- سي جاي هاريس على موقع بروبوليرز (الإنجليزية)
- سي جاي هاريس على موقع سبورتس رفرنس (الإنجليزية)